# Crazy Noisy Bizarre Town
Singles par JoJo's Bizarre Adventure
JoJo Sono Chi no Kioku ~end of THE WORLD~
(2015) Chase
(2016)
Crazy Noisy Bizarre Town, stylisé en majuscules, est une chanson du groupe THE DU, paru en 2016. Il s'agit du premier opening de Diamond is Unbreakable, quatrième saison de l'anime JoJo's Bizarre Adventure.

## Histoire
Crazy Noisy Bizarre Town est une chanson du genre j-pop comprenant des influences funk et electro house. THE DU, composé de Jun Shirota, Taisuke Wada et Jeity, est formé de manière éphémère pour cet opening. 
L'opening est visuellement l'un des plus abstraits et colorés depuis la première saison de l'anime en 2012. Dès les premiers instants, la plupart des personnages principaux et secondaires apparaissent furtivement, notamment le principal antagoniste de cet arc, Yoshikage Kira.
La chanson comprend une version instrumentale de style electronic dance music qui remplace la version originale durant deux épisodes.

## Liste des titres
Cette liste réunit les différentes versions de Crazy Noisy Bizarre Town.
| 1.    | Crazy Noisy Bizarre Town                                           | Saori Kodama | 3:07 |
| 2.    | Crazy Noisy Bizarre Town 〜EDM Arrange Ver.〜                      | Kodama       | 3:06 |
| 3.    | Crazy Noisy Bizarre Town ~ Original Karaoke ~                      | Kodama       | 3:07 |
| 4.    | Crazy Noisy Bizarre Town 〜EDM Arrange Ver.〜 ~ Original Karaoke ~ | Kodama       | 3:05 |
| 12:25 |                                                                    |              |      |